# Xã Pultney, Quận Belmont, Ohio
Xã Pultney (tiếng Anh: Pultney Township) là một xã thuộc quận Belmont, tiểu bang Ohio, Hoa Kỳ. Năm 2010, dân số của xã này là 8.795 người.